# رشید علی (طبل‌زن)
رشید علی (انگلیسی: Rashied Ali; ۱ ژوئیهٔ ۱۹۳۳ – ۱۲ اوت ۲۰۰۹) موسیقی‌دان اهل ایالات متحده آمریکا بود. وی بین سال‌های ۱۹۶۳ تا ۲۰۰۹ میلادی فعالیت می‌کرد.